# 増田信行
増田 信行（ますだ のぶゆき、1934年3月28日 - 2025年6月3日）は、日本の実業家。三菱重工業取締役社長や、同社取締役会長、日本防衛装備工業会会長等を務めた。

## 人物・経歴
長崎県または静岡県出身。佐賀高校を経て、1957年九州大学工学部卒業、三菱造船（現三菱重工業）入社。1987年三菱重工業広島製作所副所長。1989年三菱重工業下関造船所長。1991年三菱重工業取締役下関造船所長。1992年三菱重工業常務取締役機械事業本部長。1994年三菱重工業取締役副社長機械事業本部長。1995年三菱重工業取締役社長。1999年三菱重工業取締役会長、日本原子力発電取締役。2000年日本防衛装備工業会会長。2001年経済産業省産業構造審議会航空機宇宙産業分科会航空機委員会委員長。2002年成蹊学園理事。2003年三菱重工業相談役。2008年三菱武道会会長。2019年三菱重工業名誉顧問。
2025年6月3日、急性心筋梗塞のため自宅で死去した。91歳没。